# Kamil Linhart
Kamil Linhart (8. ledna 1920 Louny – 19. června 2006 Louny) byl český výtvarník a pedagog. Během své umělecké dráhy prošel obdobím krajinomalby, lyrické abstrakce, plasticko-obrazových a reliéfních kompozic a výtvarnou reflexí kosmologických a ontologických otázek. V letech 1950–1980 učil na Pedagogické fakultě Univerzity Karlovy v Praze.

## Životopis
Kamil Linhart se narodil v rodině stejnojmenného profesora dějepisu a zeměpisu lounské reálky. V letech 1930–1938 na tomto ústavu studoval. Roku 1938 zahájil studia architektury vodního stavitelství na Českém vysokém učení technickém v Praze. Po uzavření vysokých škol pracoval až do roku 1943 jako zemědělský dělník v Chožově. V té době vystudoval Učitelský ústav v Lounech a od roku 1943 do konce války učil na Obecné škole v Ročově. Po otevření vysokých škol začal spolu se Zdeňkem Sýkorou a Vladislavem Mirvaldem studovat výtvarnou výchovu na Pedagogické fakultě UK. Jejich profesory byli Martin Salcman, Cyril Bouda a Karel Lidický.

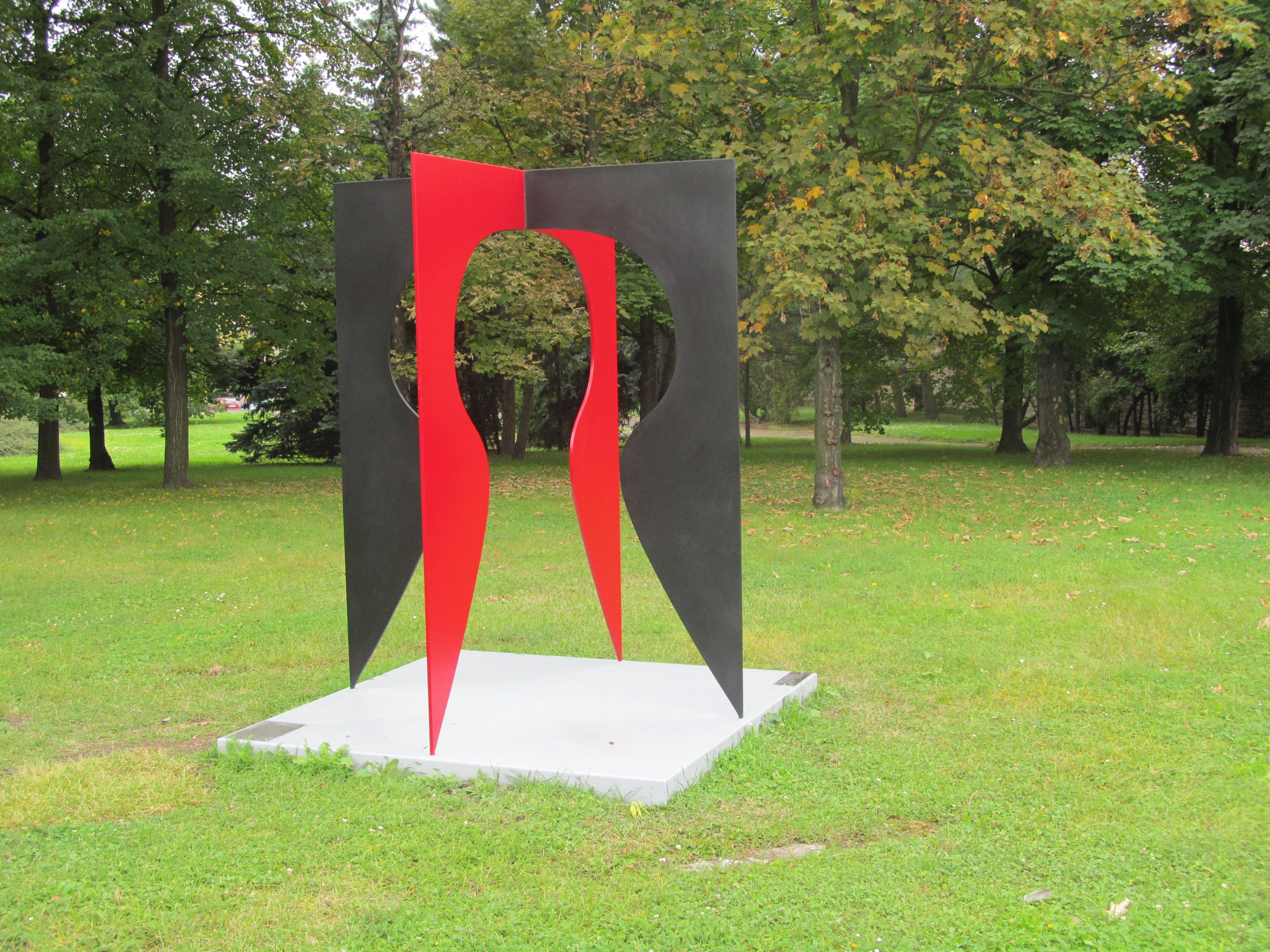
Negativní hlava. Podle modelu z roku 1968 zhotovil v roce 2014 sochař Karel Meloun

Důležitý pro Linhartův duchovní vývoj bylo setkání s lounským knihovníkem, kolínským rodákem Jaroslavem Janíkem, k němuž došlo v roce 1940. Janík seznámil Linharta a několik jeho přátel s moderními směry v literatuře, filozofii a vážné hudbě. Společně založili surrealistickou skupinu, která v bytech jednotlivých členů nebo v přírodě pořádala různé performance. V roce 1942 navázali z Janíkova popudu styk s Karlem Teigem. Jedním z členů skupiny byl i František Chaun. Překlady z německé literatury pořizovala Linhartova budoucí manželka Věra Böhmová.
V roce 1950 se Linhart stal na Pedagogické fakultě asistentem a o tři roky později odborným asistentem. V roce 1965 se na téže škole habilitoval a byl mu udělen titul docent. Od roku 1959 byl vedoucím kabinetu výtvarné výchovy pro dálkové studium učitelů na Karlově univerzitě. Důležité bylo jeho působení instruktora malířské skupiny Kontakt v Litvínově v letech 1952–1968. V roce 1980 odešel do důchodu a věnoval se tvorbě. Studoval filozofická díla, zen, knihy týkající se hlubinné psychologie a vzniku vesmíru. Po úrazu v roce 2002 přestal malovat. Zemřel v lounské nemocnici 19. června 2006.

## Dílo

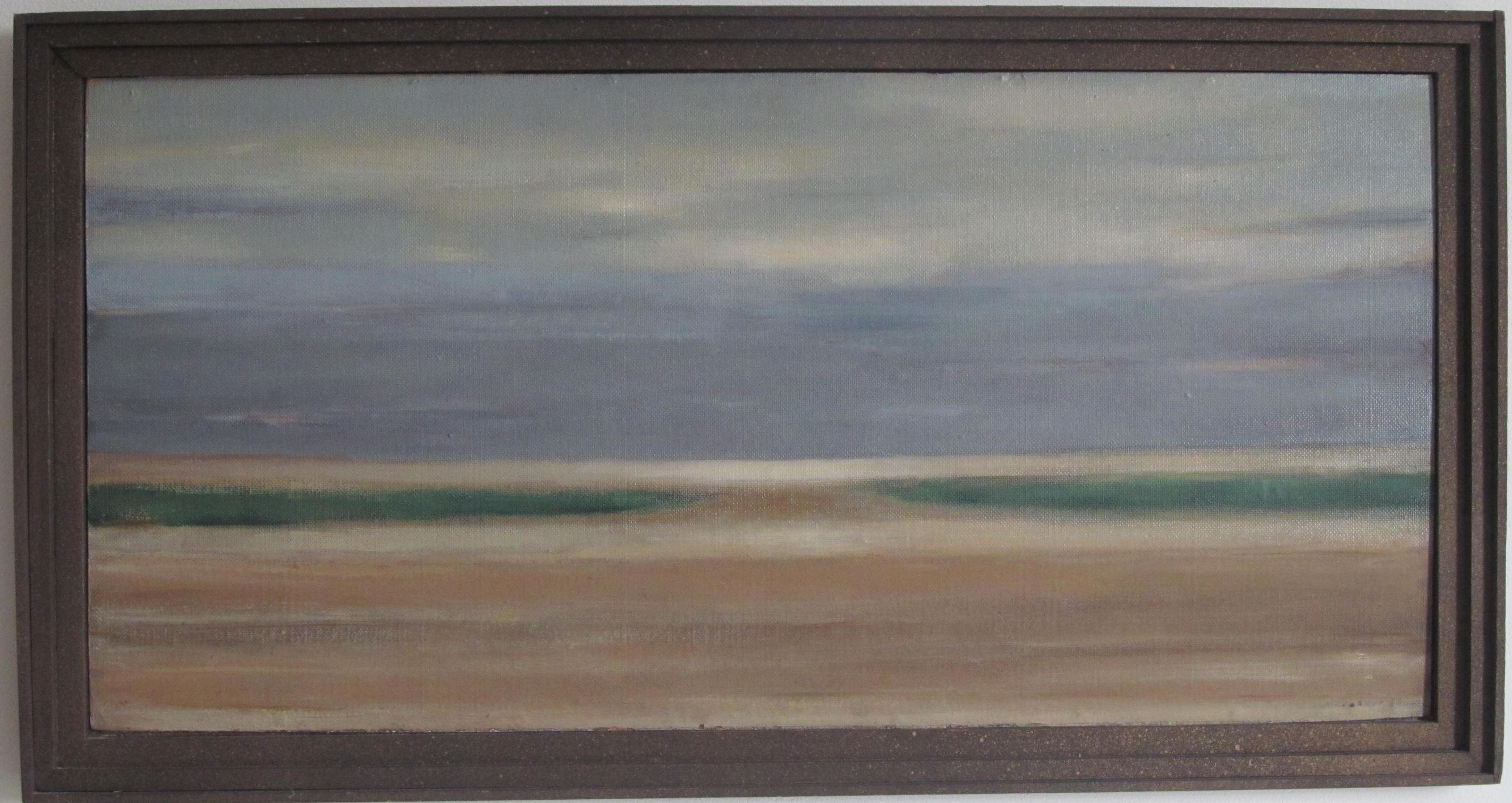
Pole, 1960

Linhartova tvorba prošla během jeho života několika fázemi. Lucie Šiklová v jeho díle rozpoznala čtyři. Podobně jako u Zdeňka Sýkory a Vladislava Mirvalda byla do začátku 60. let v ohnisku jeho zájmu krajina, především krajina Lounska. Postupně se stává hlavním krajinotvorným prvkem jeho obrazů barva, důležitou roli hrála postupná abstrakce přírodních forem. Kratší rozmezí let 1963–1965 nazval sám autor obdobím lyrické abstrakce. Poučen studiem C. G. Junga vytváří plátna, jejichž motivem jsou Améby, hlavy propojující hrdlem dva prostory, a také útvary, které lze interpretovat jako kosmické hlavy, balvany či meteority. V následujícím období, vymezeném zhruba lety 1966–1972, vznikají plasticko obrazové a reliéfní kompozice. V té době se Linhart jako host přiřadil ke skupině Křižovatka, která na putovní výstavě nazvané Nová citlivost prezentovala díla v novokonstruktivistickém duchu. Linhartova díla si motivicky podržují zaujetí hledáním pratvaru (viz améba), do hry však vstupuje třetí prostor. Vyvrcholením a syntézou umělcovy tvorby je období 1977–2000, které je celé věnované kosmologické tematice. Vznikají sugestivní obrazy, vyjadřující malířův úžas nad nezměřitelnou rozprostraněností Vesmíru, jeho existenciální pocit úzkosti nad hrozbami, které jsou kdesi v jeho hloubi skryty. A stále přítomné je hledání pratvaru, pralátky a způsobu, jak Vesmíru naslouchat.

## Výstavy

### Samostatné
- 1954 Středohoří, Výstavní síň Fučíkova divadla Louny
- 1963 Baltické moře, Ústav ÚPSV Praha
- 1968 Plasticko obrazové kompozice, Galerie na Karlově náměstí, Praha
- 1969 Reliéfy, Galerie Benedikta Rejta Louny
- 1970 Reliéfní kompozice, Galerie města Mostu, Most; Galerie umění Karlovy Vary; Letohrádek Ostrov nad Ohří
- 1994 Rané dílo, Galerie ´60/´70 Praha
- 1996 Cesta ke kruhu, České muzeum výtvarných umění Praha
- 1999 Kosmické variace Kamila Linharta, Univerzitní galerie v Plzni
- 2000 Výbor z díla, Galerie Benedikta Rejta Louny
- 2000 Horizontála, bod, záře, Lounská výstavní síň Telecom, Louny
- 2004 Dílo, Vrchlického divadlo Louny
- 2006 Kamil Linhart, Galerie Benedikta Rejta Louny
- 2010 Kosmos Kamila Linharta, Galerie Benedikta Rejta Louny
- 2016 Ze soukromých sbírek, Galerie Emila Juliše

### Kolektivní (výběr)
- 1949 Členská výstava Umělecké besedy (a dále každoročně)
- 1950 Lounsko, Výstavní síň Fučíkova divadla Louny
- 1967 Skupina MS 66, Nová síň Praha
- 1968 Nové věci, Špálova galerie Praha
- 1968 Nová citlivost, Dům umění Brno, Oblastní galerie Karlovy Vary, Výstavní síň Mánes Praha
- 1969 Konfrontace, Nová síň Praha
- 1990 Konstruktivní tendence 60. let, Severočeská galerie výtvarného umění v Litoměřicích
- 1992/1993 Lounská krajinářská škola, Okresní muzeum Louny, Barendrecht Nizozemsko, Galerie Křivoklát
- 1993 Poesie racionality, Valdštejnská jízdárna Praha
- 1994/1995 Nová citlivost, Severočeská galerie výtvarného umění v Litoměřicích, Východočeská galerie Pardubice, Oblastní galerie Vysočiny Jihlava, Dům umění Opava, Moravská galerie Brno, Muzeum umění Olomouc
- 2007 Surrealismus v Lounech, Galerie Benedikta Rejta Louny
- 2009 Emil Juliš - Kamil Linhart, Galerie Emila Juliše Černčice u Loun
- 2010 Salcmanova škola, Galerie města Plzně
- 2010 Spolu, Galerie města Loun (společně se Zdeňkem Sýkorou a Vladislavem Mirvaldem, zahajovací výstava u příležitosti otevření nové městské galerie v Lounech)

## Zastoupení ve sbírkách
- Národní galerie v Praze
- Galerie Benedikta Rejta v Lounech
- Severočeská galerie výtvarného umění v Litoměřicích
- Západočeská galerie v Plzni
- Soukromé sbírky